# Барон Френч
Барон Френч из Касл Френч в графстве Голуэй — наследственный титул в системе Пэрства Ирландии. Он был создан 14 февраля 1798 года для Роуз, леди Френч (ум. 1805). Она была вдовой Чарльза Френча (ум. 1784), который 17 августа 1779 года получил титул баронета из Касл Френч в графстве Голуэй (Баронетство Ирландии). Их сын Томас Френч, 2-й барон Френч (ок. 1765—1814), унаследовал титулы 2-го баронета (1784) и 2-го барона Френча (1805).
По состоянию на 2024 год носителем титула являлся потомок последнего, Робак Джон Питер Чарльз Марио Френч, 8-й барон Френч (род. 1956), который стал преемником своего отца в 1986 году.

## Баронеты Френч из Касл Френч (1779)
- 1779—1784: Сэр Чарльз Френч, 1-й баронет (умер в июле 1784), сын Томаса Френча (ум. 1755)[1]
- 1784—1814: Сэр Томас Френч, 2-й баронет (ок. 1765 — 9 декабря 1814), сын предыдущего, 2-й барон Френч с 1805 года[2].

## Бароны Френч (1798)
- 1798—1805: Роуз Френч, 1-я баронесса Френч[англ.] (ум. 8 декабря 1805), дочь Патрика Диллона из Роскоммона, жена с 1761 года сэра Чарльза Френча, 1-го баронета[3];
- 1805—1814: Томас Френч, 2-й барон Френч (ок. 1765 — 9 декабря 1814), сын предыдущих[2];
- 1814—1860: Чарльз Остин Френч, 3-й барон Френч (9 апреля 1786 — 25 сентября 1860), старший сын предыдущего[4];
- 1860—1892: Томас Френч, 4-й барон Френч (13 сентября 1810 — 20 января 1892), старший сын предыдущего[5];
- 1892—1893: Мартин Джозеф Френч, 5-й барон Френч (1 октября 1813 — 2 ноября 1893), третий сын 3-го барона Френча, младший брат предыдущего[6];
- 1893—1955: Чарльз Остин Томас Роберт Джон Джозеф Френч, 6-й барон Френч (20 июня 1868 — 4 марта 1955), старший сын предыдущего[7];
- 1955—1986: Питер Мартин Джозеф Чарльз Джон Френч, 7-й барон Френч (2 мая 1926 — 30 января 1986), старший сын достопочтенного Джона Мартина Валентина Джозефа Френча (1872—1946), младшего сына 5-го барона Френча, племянник предыдущего[8];
- 1986 — настоящее время: Робак Джон Питер Чарльз Марио Френч, 8-й барон Френч (род. 14 марта 1956), единственный сын предыдущего[9].

Нет наследника баронского титула.